# Pachypops trifilis
Pachypops trifilis es una especie de pez de la familia Sciaenidae en el orden Perciformes.

## Morfología
Los machos pueden llegar alcanzar los 18,9 cm de longitud total.

## Hábitat
Es un pez de clima tropical y pelágico.

## Distribución geográfica
Se encuentran en Sudamérica:  cuenca del río Amazonas y ríos de las Guayanas.

## Observaciones
Es inofensivo para los humanos.